# Arif Niftullayev
Arif Arif oğlu Niftullayev (ur. 21 kwietnia 1997) – azerski zapaśnik startujący w stylu klasycznym. Brązowy medalista mistrzostw świata w 2022. Zajął dziesiąte miejsce na mistrzostwach Europy w 2017. Drugi w Pucharze Świata w 2022 roku.